# Chasmopodium caudatum
Chasmopodium caudatum là một loài thực vật có hoa trong họ Hòa thảo. Loài này được (Hack.) Stapf mô tả khoa học đầu tiên năm 1917.